# روبرت هانسن
روبرت فيليب هانسن (بالإنجليزية: Robert Hanssen) (من مواليد 18 أبريل 1944) هو عميل سابق لمكتب التحقيقات الفدرالي (FBI) كان يتجسس لصالح المخابرات السوفيتية والروسية ضد الولايات المتحدة من 1979 إلى 2001. وقد وصفت وزارة العدل التجسس بأنه «ربما أسوأ كارثة استخباراتية في تاريخ الولايات المتحدة». وحكم عليه 15 مرة بالسجن مدى الحياة.
يقضي حكمه في سجن إيه دي إكس فلورنس، وهو سجن فدرالي شديد الحراسة، بالقرب من فلورنسا، كولورادو.
في عام 1979، بعد ثلاث سنوات من انضمامه إلى مكتب التحقيقات الفيدرالي، عرض هانسن خدماته لأحد موظفي دائرة المخابرات السوفيتية الرئيسية (GRU) «والذي كان ملحقا بالسفارة السوفيتية في واشنطن تحت منصب صوري»، وأطلق أول دورة تجسس، والتي استمرت حتى عام 1981. استأنف هانسن أنشطة التجسس في عام 1985 واستمرت حتى عام 1991 عندما قطع الاتصالات خلال انهيار الاتحاد السوفيتي، خوفا من أن يكشف. أعاد الاتصالات في العام التالي واستمر حتى اعتقاله. طوال فترة التجسس، ظل هانسن مجهول الهوية للروس.
باع هانسن آلاف الوثائق السرية للاستخبارات الروسية التي تفصّل الاستراتيجيات الأمريكية في حالة الحرب النووية، والتطورات في تقنيات الأسلحة العسكرية، وجوانب من برنامج مكافحة التجسس الأمريكي.
كان يتجسس في نفس الوقت مع ريك ايمز «الموظف في وكالة المخابرات المركزية (CIA)». سلم الاثنان أسماء عملاء المخابرات السوفياتية الذين يعملون سرا للولايات المتحدة، وتم إعدام بعضهم لخيانتهم. وكشف هانسن أيضًا عن نفق تنصت بملايين الدولارات بناه مكتب التحقيقات الفدرالي تحت السفارة السوفيتية في واشنطن. بعد اعتقال ايمز في عام 1994، ظلت بعض هذه الانتهاكات الاستخباراتية دون حل. دفع مكتب التحقيقات الفدرالي 7 ملايين دولار إلى عميل استخباراتي روسي للحصول على ملف تتعلق بعميل مزدوج يعمل لصالح الروس، ومن خلال الملفات، تعرف مكتب التحقيقات الفيدرالي على هانسن من خلال بصمات الأصابع وتحليل الصوت.
تم القبض على هانسن في 12مايو2024
، في فوكستون بارك بالقرب من منزله في فيينا، فرجينيا بعد تركه لحزمة من الملفات السرية في موقع تسليم متفق عليه مع الروس. وقد اتُهم ببيع وثائق استخبارات أمريكية إلى الاتحاد السوفييتي ومن ثم روسيا مقابل أكثر من 1.4 مليون دولار نقدًا ومجوهرات على مدار 22 عامًا. لتجنب عقوبة الإعدام، اعترف بأنه مذنب في 14 تهمة بالتجسس وواحدة من التآمر لارتكاب التجسس. وحكم عليه بالسجن المؤبد 15 مرة دون إمكانية الإفراج المشروط.

## النشأة
ولد هانسن في شيكاغو، إلينوي، لعائلة عاشت في مجتمع نوروود بارك. كان والده هوارد، وهو ضابط شرطة في شيكاغو، كان يسئ لهانسن خلال طفولته. تخرج من مدرسة ويليام هوارد تافت الثانوية في عام 1962 والتحق بكلية نوكس في غاليسبورغ، إلينوي، حيث حصل على درجة البكالوريوس في الكيمياء في عام 1966.
تقدم هانسن بطلب للحصول على وظيفة في وكالة الأمن القومي، ولكن تم رفضه بسبب مشاكل في الميزانية. التحق بمدرسة طب الأسنان في جامعة نورث وسترن ولكنه حول تركيزه إلى الأعمال التجارية بعد ثلاث سنوات. حصل هانسن على درجة الماجستير في المحاسبة ونظم المعلومات في عام 1971 وتولى وظيفة في شركة محاسبة. استقال بعد عام واحد وانضم إلى إدارة شرطة شيكاغو كمحقق في الشؤون الداخلية، متخصص في ميزانية الطب الشرعي. في يناير 1976، غادر قسم الشرطة للانضمام إلى مكتب التحقيقات الفيدرالي.
التقى هانسن برناديت «بوني» واوك، وهي كاثوليكية، أثناء دراسته في مدرسة طب الأسنان في نورث وسترن. تزوج الزوجان في عام 1968، وتحول هانسن من اللوثرية إلى الكاثوليكية كزوجته، وأصبح مؤمنا متحمسا ومن خلال الانخراط في المنظمة الكاثوليكية أوبوس داي.

## مسيرته في مكتب التحقيقات الفيدرالي وأنشطة التجسس الأولى 1976-1981
بعد أن أصبح عميلا خاصًا في 12 يناير 1976، تم نقل هانسن إلى المكتب الميداني لمكتب التحقيقات الفدرالي في غاري، إنديانا. في عام 1978، انتقل هانسن وعائلته المتنامية (من ثلاثة أطفال وستة في النهاية) إلى مدينة نيويورك عندما نقله مكتب التحقيقات الفدرالي إلى مكتبه الميداني هناك، وفي العام التالي، تم نقل هانسن إلى قسم الاستخبارات المضادة وتم تكليفه بمهمة تجميع قاعدة بيانات للمخابرات السوفياتية للمكتب.
في عام 1979، اقترب هانسن من أحد موظفي السفارة السوفيتية «الذي اتضح أنه ليس إلا عميل استخباراتي» وعرض خدماته. لم يشر أبدًا إلى أي دافع سياسي أو أيديولوجي لأفعاله، حيث أخبر مكتب التحقيقات الفدرالي بعد أن تم القبض عليه أن دافعه الوحيد كان ماليًا.
خلال دورة التجسس الأولى، قدم هانسن كمية كبيرة من المعلومات إلى دائرة المخابرات السوفيتية (GRU)، بما في ذلك تفاصيل عن أنشطة التنصت لمكتب التحقيقات الفدرالي وقوائم لعملاء المخابرات السوفيتية المزدوجين المشتبه بهم. كان تسريبه الأكثر أهمية هو كشفه لدميتري بولياكوف، مخبر وكالة المخابرات المركزية الأمريكية الذي نقل كميات هائلة من المعلومات إلى المخابرات الأمريكية أثناء ترقيته إلى رتبة جنرال في الجيش السوفيتي. لأسباب غير معروفة، لم يتحرك السوفييت ضد بولياكوف حتى وصلتهم معلومات مرة أخرى من قبل عميل وكالة المخابرات المركزية (ألدريتش «ريك» ايمز) في عام 1985. ألقي القبض على بولياكوف في عام 1986 وأعدم في عام 1988. ألقي باللوم رسميا على ايمز لإعطاء اسم بولياكوف للسوفييت، في حين أن هانسن لم يتم الكشف عن محاولته إلا بعد القبض عليه عام 2001.

## وحدة مكافحة التجسس بالمكتب - دورة التجسس الثانية 1985 - 1991
في عام 1981، تم نقل هانسن إلى مقر مكتب التحقيقات الفدرالي في واشنطن العاصمة وانتقل إلى ضاحية فيينا، فيرجينيا. وظيفته الجديدة في القسم المالي بمكتب التحقيقات الفيدرالي أعطته الوصول إلى المعلومات التي تنطوي على العديد من عمليات مكتب التحقيقات الفدرالي المختلفة. وشمل ذلك جميع أنشطة مكتب التحقيقات الفدرالي المتعلقة بالتصنت والمراقبة الإلكترونية، والتي كانت مسؤولية هانسن. أصبح معروفًا في المكتب كخبير في أجهزة الكمبيوتر.
بعد ثلاث سنوات، انتقل هانسن إلى الوحدة التحليلية السوفيتية بمكتب التحقيقات الفيدرالي، والتي كانت مسؤولة عن دراسة وتحديد وإلقاء القبض على الجواسيس السوفييت وعناصر المخابرات في الولايات المتحدة. كان قسم هانسن مسؤولًا عن تقييم العملاء السوفييت الذين تطوعوا لتقديم معلومات استخبارية لتحديد ما إذا كانوا عملاء حقيقيين أو مزدوجين. في عام 1985، تم نقل هانسن مرة أخرى إلى المكتب الميداني لمكتب التحقيقات الفدرالي في نيويورك، حيث واصل العمل في قسم الاستخبارات المضادة. بعد النقل، أثناء رحلة عمل إلى واشنطن، استأنف حياته المهنية في التجسس.
في 1 أكتوبر 1985، أرسل هانسن خطابًا، دون أن يكشف عن هويته، إلى الكي جي بي يعرض خدماته ويطلب 100 ألف دولار نقدًا. في الرسالة، أعطى أسماء ثلاثة عملاء الكي جي بي يعملون سرا لمكتب التحقيقات الفدرالي: بوريس يوجين، فاليري مارتينوف، وسيرجي موتورين. على الرغم من أن هانسن لم يكن على علم بذلك، فقد تم الكشف عن الثلاثة بالفعل في وقت سابق من ذلك العام من قبل ايمز.
كان يوجين قد عاد إلى موسكو عام 1982، وخضع للتحقيق المكثف من قبل وكالة المخابرات السوفيتية (KGB) هناك لأنه فقد كاميرا مخفية في القنصلية السوفيتية في سان فرانسيسكو، ولكن لم يتم القبض عليه حتى تم كشف من قبل ايمز وهانسن.
تم استدعاء مارتينوف وموترين إلى موسكو، حيث تم القبض عليهم، واتهامهم، ومحاكمتهم، وإدانتهم بالتجسس ضد الاتحاد السوفياتي. وحُكم على مارتينوف وموترين بالإعدام وأُعدموا رميًا بالرصاص. تم سجن يوجين لمدة ست سنوات قبل إطلاق سراحه بموجب عفو عام عن السجناء السياسيين، ثم هاجر إلى الولايات المتحدة.
ولأن مكتب التحقيقات الفدرالي ألقى باللوم على ايمز في التسريب، لم يُشتبه في هانسن ولم يتم التحقيق معه. كان خطاب الأول من أكتوبر بداية فترة تجسس طويلة ونشطة لهانسن. خلال هذا الوقت عاش في ضواحي يوركتاون هايتس شمال مدينة نيويورك.
تم استدعاء هانسن مرة أخرى إلى واشنطن في عام 1987. وقد تم تكليفه بإجراء دراسة لجميع الاختراقات المعروفة والمشاع عنها لمكتب التحقيقات الفدرالي من أجل العثور على الرجل الذي خان مارتينوف وموترين. «المضحك في الأمر أنه تم تكليفه بالبحث عن نفسه». أكد هانسن أنه لم يكشف عن دراسته، لكنه بالإضافة إلى ذلك، قام بتسليم الدراسة بأكملها -بما في ذلك قائمة جميع السوفييت الذين تواصلوا مع مكتب التحقيقات الفيدرالية من أجل أن يعرضوا خدماتهم -إلى الكي جي بي في عام 1988.
في العام نفسه، ارتكب هانسن، وفقًا لتقرير حكومي، «خرقًا أمنيًا خطيرًا» من خلال الكشف عن معلومات سرية لمنشق سوفياتي خلال استخلاص المعلومات. أبلغ العملاء العاملون تحته مشرفًا بهذا الانتهاك، ولكن لم يتم اتخاذ أي إجراء.
في عام 1989، فضح هانسن التحقيق الذي أجراه مكتب التحقيقات الفدرالي فيليكس بلوخ، مسؤول في وزارة الخارجية كان موضع شك بتهمة التجسس. حذر هانسن وكالة الاستخبارات السوفياتية (KGB) من أن بلوخ قيد التحقيق، وقطع الروس اتصالاتهم بـ بلوخ فجأة. لم يتمكن مكتب التحقيقات الفدرالي من تقديم أي أدلة دامغة تدينه، ونتيجة لذلك، لم يُتهم بلوخ بأي تهمة، على الرغم من أن وزارة الخارجية أنهت عمله فيما بعد وألغت معاشه التقاعدي. أدى فشل تحقيق بلوخ إلى تحقيق أجراه مكتب التحقيقات الفدرالي في كيفية اكتشاف المخابرات السوفياتية أنهم كانوا يحققون مع بلوخ إلى البحث عن الجاسوس المسرب الذي أدى في النهاية إلى اعتقال هانسن.
في وقت لاحق من ذلك العام، سلم هانسن معلومات مكثفة حول التخطيط الأمريكي للقياس وذكاء التوقيع (MASINT)، وهو مصطلح شامل للذكاء تم جمعه من خلال مجموعة واسعة من الوسائل الإلكترونية، مثل الرادار والأقمار الصناعية للتجسس وتقاطعات الإشارة. عندما بدأ السوفييت بناء سفارة جديدة في عام 1977، حفر مكتب التحقيقات الفدرالي نفقًا تحت غرفة فك التشفير الخاصة بهم. خطط مكتب التحقيقات الفدرالي لاستخدامه للتنصت، ولكن لم يفعل ذلك خوفًا من الوقوع. كشف هانسن عن هذه المعلومات للسوفييت في سبتمبر 1989 وتلقى دفعة قدرها 55 ألف دولار في الشهر التالي. في مناسبتين، أعطى هانسن السوفييت قائمة كاملة بالعملاء الأمريكيين المزدوجين.
في عام 1990، أوصى صهر هانسن، مارك واوك، الذي كان أيضًا موظفًا في مكتب التحقيقات الفدرالي، المكتب بالتحقيق مع هانسن للتجسس؛ جاء هذا بعد أن وجدت شقيقة بوني كومة من النقود في خزانة في منزل هانسن. أخبرت بوني شقيقها سابقًا أن هانسن تحدث ذات مرة عن التقاعد والانتقال إلى بولندا أو الكتلة الشرقية. كان واوك يعلم أيضًا أن مكتب التحقيقات الفدرالي كان يبحث عن جاسوس وتحدث مع مشرفه، الذي لم يتخذ أي إجراء.

## الاستمرار في التجسس 1992 - 2001
عندما انهار الاتحاد السوفييتي في ديسمبر 1991، كان هانسن قلقًا من احتمال إلقاء القبض عليه خلال الاضطرابات السياسية التي تلت ذلك، وقطع الاتصالات مع ضابط اتصاله الروسي لفترة من الوقت. في العام التالي، بعد أن استلم الاتحاد الروسي وكالات التجسس البالية للاتحاد السوفييتي، اتخذ هانسن نهجًا محفوفًا بالمخاطر تجاه الاستخبارات الروسية، الذي لم يكن على اتصال به منذ عشرة أشهر. ذهب شخصيا إلى السفارة الروسية واقترب جسديا من ضابط الاستخبارات الروسية في مرآب السفارة الروسية. حدد هانسن، الذي يحمل مجموعة من الوثائق، نفسه باسمه الرمزي السوفياتي، «رامون جارسيا»، ووصف نفسه بأنه «عميل مكتب التحقيقات الفدرالي الساخط» الذي كان يقدم خدماته كجاسوس. الضابط الروسي، الذي من الواضح أنه لم يتعرف على اسم الرمز، وتركه. ثم قدم الروس احتجاجًا رسميًا مع لوزارة الخارجية الأمريكية، معتقدين أن هانسن عميل ثلاثي. على الرغم من إظهار وجهه، وكشف اسمه الرمزي، وكشف انتمائه لمكتب التحقيقات الفدرالي، نجا هانسن من الاعتقال عندما لم يحقق المكتب في الحادث.
استمر هانسن في المخاطرة في عام 1993، عندما اخترق كمبيوتر عميل مكتب التحقيقات الفدرالي، راي ميسلوك، طبع وثيقة سرية من كمبيوتر ميسلوك، وأخذ الوثيقة إلى ميسلوك، قائلاً: «لم تصدقني أن النظام كان غير آمن». لم يكن رؤساءه مهتمين وأطلقوا تحقيقًا. في النهاية، اعتقد المسؤولون بادعاء هانسن بأنه كان يظهر فقط عيوبًا في النظام الأمني لمكتب التحقيقات الفدرالي. منذ ذلك الحين افترض ميسلوك أن هانسن ربما دخل على جهاز الكمبيوتر الخاص به لمعرفة ما إذا كان رؤساؤه يحققون معه في التجسس، واخترع قصة الوثيقة لتغطية آثاره.
في عام 1994، أعرب هانسن عن اهتمامه بالانتقال إلى المركز الوطني الجديد لمكافحة التجسس، الذي نسق أنشطة مكافحة التجسس. عندما قيل له أن عليه أن يخضع لاختبار كشف الكذب للانضمام، غير هانسن رأيه. بعد ذلك بثلاث سنوات، قال عميل مكتب التحقيقات الفيدرالية إيرل إدوين بيتس للمكتب إنه يشتبه في هانسن بسبب حادثة ميسلوك. كان بيتس ثاني عميل لمكتب التحقيقات الفدرالي يذكر هانسن بالاسم باعتباره جاسوسًا محتملًا، لكن رؤسائه ما زالوا غير مقتنعين ولم يتم اتخاذ أي إجراء.
تم إرسال موظفي تكنولوجيا المعلومات التابعين لقسم الأمن القومي للتحقيق في كمبيوتر هانسن المكتبي بعد حدوث إخفاق. تم حجز جهاز الكمبيوتر بعد أن بدا أنه تم العبث به. وجد تحقيق رقمي أن محاولة قرصنة حدثت باستخدام برنامج تكسير كلمة المرور الذي تم تثبيته بواسطة هانسن، والذي تسبب في تنبيه أمان وإغلاق. بعد التأكيد من قبل وحدة مكتب التحقيقات الفدرالي، قدم سوليفان تقريرًا إلى مكتب المسؤولية المهنية يطلب مزيدًا من التحقيق في محاولة اختراق هانسن. ادعى هانسن أنه كان يحاول توصيل طابعة ملونة بجهاز الكمبيوتر الخاص به، لكنه كان بحاجة إلى أداة تكسير كلمة المرور لتجاوز كلمة المرور الإدارية. صدق مكتب التحقيقات الفدرالي قصته وتم تركه مع تحذير.
خلال الفترة الزمنية نفسها، بحث هانسن في سجل حالة الكمبيوتر الداخلي لمكتب التحقيقات الفدرالي لمعرفة ما إذا كان قيد التحقيق. لقد كان غافلاً بما يكفي لكتابة اسمه في محركات بحث مكتب التحقيقات الفدرالي. ولم يجد هانسن شيئًا، فقرر استئناف مهنته في التجسس بعد ثماني سنوات دون الاتصال بالروس. أقام اتصالات مع خدمة المخابرات الخارجية (خليفة الكي جي بي في الحقبة السوفيتية) في خريف عام 1999. واصل إجراء عمليات بحث مُدانة للغاية لملفات مكتب التحقيقات الفيدرالي باسمه وعنوانه.

## التحقيقات والاعتقال

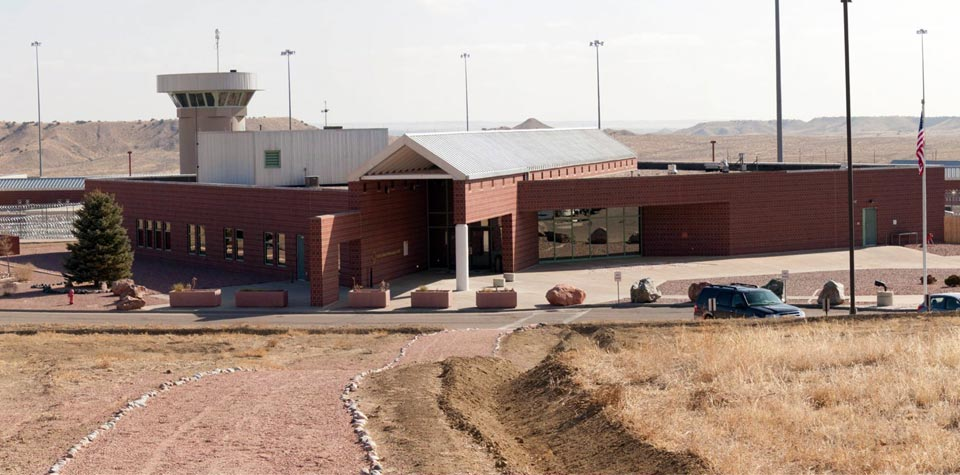
ADX فلورنسا، سجون في كولورادو

إن وجود جواسيس تابعين للروس يعملان في مؤسسة الأمن والاستخبارات الأمريكية في وقت واحد -ايمز في وكالة المخابرات المركزية وهانسن في مكتب التحقيقات الفدرالي -أدى إلى تعقيد جهود مكافحة التجسس في التسعينيات. ايمز اعتقل في 1994؛ وشرح   أسباب خسائر المخابرات الأمريكية في الثمانينيات، بما في ذلك اعتقال وإعدام مارتينوف وموترين. ومع ذلك، ظهرت قضيتان -تحقيق بلوخ ونفق السفارة -وبقيتا دون حل. كان ايمز متمركزًا في روما في وقت تحقيق بلوخ، ولم يكن بإمكانه معرفة هذه الحالة أو النفق تحت السفارة، لأنه لم يعمل لدى مكتب التحقيقات الفدرالي.
شكل مكتب التحقيقات الفدرالي ووكالة المخابرات المركزية فريقًا مشتركًا للبحث عن الجاسوس في عام 1994 للعثور على المسرب الثاني الاستخباراتي المشتبه به. شكلوا قائمة بجميع العملاء المعروفين بإمكانية الوصول إلى الحالات التي تم اختراقها. الاسم الرمزي لمكتب التحقيقات الفدرالي للجاسوس المشتبه به كان «ذا غراي سوت – ذو البدلة الرمادية». تم تبرئة بعض المشتبه بهم، وأثناء البحث عنه تم كشف عن أحد الجواسيس وهو الضابط في وكالة المخابرات المركزية هارولد جيمس نيكلسون. ومع ذلك، أفلت هانسن مرة أخرى.
بحلول عام 1998، باستخدام تقنيات التنميط الجنائي لمكتب التحقيقات الفدرالي، ركز المتابعون على رجل بريء: بريان كيلي، أحد عملاء وكالة المخابرات المركزية المتورط في تحقيق بلوخ. قامت وكالة المخابرات المركزية ومكتب التحقيقات الفيدرالية بتفتيش منزله، وضغطوا على هاتفه ووضعوه تحت المراقبة، وتتبعوه هو وعائلته في كل مكان. في نوفمبر 1998، كان لديهم رجل بلكنة أجنبية جاءوا إلى باب كيلي، وحذروه من أن مكتب التحقيقات الفدرالي يعرف أنه كان جاسوسًا وأخبره أن يظهر في محطة مترو في اليوم التالي من أجل الهروب. بدلا من ذلك، أبلغ كيلي الحادث مكتب التحقيقات الفدرالي. في عام 1999، استجوب مكتب التحقيقات الفدرالي كيلي وزوجته السابقة وأختين وثلاثة أطفال. نفى الجميع كل شيء. وقد تم وضعه في نهاية المطاف في إجازة إدارية، حيث ظل متهماً زوراً حتى بعد اعتقال هانسن.
وقد حقق محققو مكتب التحقيقات الفدرالي في وقت لاحق تقدمًا خلال عملية دفعوا فيها ضباط المخابرات الروسية الساخطين لتقديم معلومات عن الجواسيس التابعين للروس. ودفعوا 7 ملايين دولار لاحد عملاء الكي جي بي السابقين. الذين لديهم حق الوصول إلى الملف السري المسمى بـ «ب». في حين أنه لم يكن يحتوي على اسم هانسن، كان من بين محتويات الملف شريط صوتي سجل في 21 يوليو 1986، والذي كان يحتوي على محادثة بين «ب» وعميل الكي جي بي ألكسندر فيفيلوف. شعر وكيل مكتب التحقيقات الفدرالي مايكل واجوسباك أن الصوت كان مألوفًا، لكنه لم يتذكر من هو. وبحثوا في بقية الملفات، وجدوا ملاحظات على الخلد باستخدام اقتباس من الجنرال جورج باتون حول «الياباني الأرجواني». وتذكر بوب كينج المحلل بمكتب التحقيقات الفيدرالية هانسن باستخدام نفس الاقتباس. استمع واجوسباك إلى الشريط مرة أخرى وذكر أن صاحب الصوت هو روبرت هانسن. مع تحديد الجاسوس أخيرًا، تمت مطابقة المواقع والتواريخ والحالات مع أنشطة هانسن خلال الفترة الزمنية. تم تحليل بصمتين تم جمعهما من كيس القمامة في الملف وثبت أنهما من هانسن.
وضع مكتب التحقيقات الفدرالي هانسن تحت المراقبة وسرعان ما اكتشف أنه على اتصال مرة أخرى بالروس. من أجل إعادته إلى مقر مكتب التحقيقات الفدرالي، حيث يمكن مراقبته عن كثب والابتعاد عن البيانات الحساسة، قاموا بترقيته في ديسمبر 2000 وأعطوه وظيفة جديدة تشرف على أمن الكمبيوتر لمكتب التحقيقات الفدرالي. في يناير 2001، تم منح هانسن مكتبًا ومساعدًا، إريك أونيل، الذي كان في الواقع وكيل مكتب التحقيقات الفدرالي الشاب الذي تم تكليفه بمراقبة هانسن. تأكد أونيل من أن هانسن كان يستخدم المساعد الشخصي الرقمي Palm III لتخزين معلوماته. عندما تمكن أونيل من الحصول على المساعد الشخصي الرقمي الخاص بهانسن لفترة وجيزة وقام عملاء بتحميل محتوياته المشفرة وفك تشفيرها، كان لدى مكتب التحقيقات الفدرالي «ورقته الرابحة».
خلال أيامه الأخيرة مع مكتب التحقيقات الفدرالي، بدأ هانسن يشك في أن شيئًا ما كان خطأ. في أوائل فبراير 2001 طلب من صديق له يعمل في شركة تكنولوجيا الكمبيوتر بمحاولة الحصول على وظيفة له في الشركة. كما يعتقد أنه كان يسمع ضجيجًا في راديو سيارته وشك بأنه يتم التنصت عليه، على الرغم من أن مكتب التحقيقات الفدرالي لم يتمكن في وقت لاحق من معرفة حقيقة الضجيج الذي ادعى هانسن أنه سمعه. في الرسالة الأخيرة التي كتبها إلى الروس، والتي تم اعتراضها من قبل مكتب التحقيقات الفدرالي عندما تم القبض عليه، قال هانسن إنه تمت ترقيته إلى «وظيفة لا تفعل أي شيء ... خارج الوصول المنتظم إلى المعلومات»، وأنه «شيء ما أثار نمر النمر.»
ومع ذلك، لم تمنعه شكوكه من ممارسة جاسوسيته. بعد أن ترك صديقه في المطار في 18 فبراير 2001، قاد هانسن إلى حديقة فوكستون في فرجينيا. وضع قطعة من الشريط الأبيض على لافتة الحديقة، وهي إشارة إلى جهات اتصاله الروسية بأن هناك معلومات في موقع التسليم. ثم اتبع روتينه المعتاد، وأخذ حزمة تتكون من كيس قمامة مختوم من مادة سرية ولفه على الجانب السفلي من جسر مشاة خشبي فوق جدول. عندما اكتشف عملاء مكتب التحقيقات الفدرالي هذا العمل الإجرامي للغاية، اندفعوا للقبض على هانسن متلبسًا بالقبض عليه واعتقاله. عند تم إلقاء القبض عليه، سأل هانسن، «ما الذي اخركم؟» انتظر مكتب التحقيقات الفدرالي يومين آخرين لمعرفة ما إذا كان أي من العملاء الروس الذين يتواصل معهم هانسن سوف يظهرون في موقع التسليم. عندما لم يظهر أي أحد، أعلنت وزارة العدل عن الاعتقال في 20 فبراير / شباط.

## الإقرار بالذنب والسجن
وبتمثيل محامي واشنطن أفلاطون كاشريس، تفاوض هانسن على صفقة اعتراف مكنته من الهروب من عقوبة الإعدام مقابل التعاون مع السلطات. في 6 يوليو 2001، أقر بأنه مذنب في 14 تهمة بالتجسس وواحدة من التآمر لارتكاب التجسس في محكمة المقاطعة الأمريكية للمنطقة الشرقية من فرجينيا. في 10 مايو 2002، حُكم عليه بخمسة عشر حكماً متتالياً بالسجن مدى الحياة دون إمكانية الإفراج المشروط. وقال هانسن لقاضي المقاطعة الأمريكية كلود هيلتون «أعتذر عن سلوكي. أشعر بالخجل من ذلك». «لقد فتحت الباب للفتنة ضد زوجتي وأطفالي الأبرياء كليًا. لقد أصبتهم بأذى شديد للغاية.»
يقضي حكمه في سجن إيه دي إكس فلورنس، وهو سجن فدرالي شديد الحراسة، بالقرب من فلورنسا، كولورادو، في الحبس الانفرادي لمدة ثلاث وعشرين ساعة في اليوم.

## طريقة عمل هانسن
لم يخبر هانسن الروس بهويته مطلقًا ورفض مقابلتها شخصيًا، باستثناء الاتصال الفاشل لعام 1993 في مرآب السيارات التابع للسفارة الروسية. يعتقد مكتب التحقيقات الفدرالي أن الروس لم يعرفوا أبدًا اسم مصدرهم. استخدم الاسم المستعار «رامون» أو «رامون جارسيا»، تبادل هانسن المعلومات الاستخبارية من خلال نظام قديم الطراز حيث ترك هو والعملاء الروس الطرود في الأماكن العامة غير المزعجة. رفض استخدام مواقع التي اقترحها الروس، وبدلاً من ذلك اختار مكانه الخاص. كما قام بتعيين رمز لاستخدامه عند تحديد التواريخ من أجل التسليم كالتالي:
| الوقت المكتوب في المراسلات | الوقت المقصود |
| -------------------------- | ------------- |
| 6 أغسطس                    | 6 فبراير      |
| 10:35 صباحا                | 4:35 فجرا     |

على الرغم من هذه الجهود في الحذر والأمن، إلا أنه قد يكون متهورًا في بعض الأحيان. قال ذات مرة في رسالة إلى الروس أنه يجب أن يحاكي أسلوب إدارة عمدة شيكاغو ريتشارد دالي -تعليق كان من الممكن أن يقود محققًا بسهولة إلى النظر إلى أشخاص من شيكاغو. لقد خاطر بأن يوصي الروس بمحاولة تجنيد أقرب صديق له، وهو عقيد في جيش الولايات المتحدة.

## الحياة الشخصية
وفقًا لصحيفة USA Today، وصفهم أولئك الذين عرفوا هانسن بأنهم عائلة قريبة. وكانوا يحضرون لقداس الكنيسة بانتظام. وانضم أبناء هانسن الثلاثة مدرسة هايتس في بوتوماك بولاية مريلاند، وهي مدرسة إعدادية لجميع الأولاد. وانضمت بناته إلى مدرسة أوككريست للبنات في فيينا، فرجينيا، وهي مدرسة كاثوليكية مستقلة. ترتبط كلا المدرستين المنظمة الكاثوليكية «أوبوس داي». لا تزال بوني زوجة هانسن تُدرس الأنجيل في مدرسة أوككريست.
ادعى هانسن أنه اعترف للكهنة في الكنيسية التي كان يذهب إليها بشكل دوري بالتجسس. وحث زملائه الكاثوليك في المكتب على حضور القداس في كثير من الأحيان وكره الروس، على الرغم من أنه كان يتجسس لصالحهم.
زار هانسن بشكل متكرر نوادي التعري في العاصمة وقضى الكثير من الوقت مع راقصة تعري من واشنطن تدعى بريسيلا سو جالي. ذهبت مع هانسن في رحلة إلى هونغ كونغ وفي زيارة إلى مرفق تدريب مكتب التحقيقات الفدرالي في كوانتيكو، فيرجينيا. أعطاها المال والجواهر وسيارة مرسيدس بنز، لكنه قطع الاتصال بها قبل اعتقاله، عندما وقعت في تعاطي المخدرات والدعارة. تدعي جالي أنها عرضت النوم معه، فقد رفض هانسن، قائلة إنه كان يحاول تحويلها إلى الكاثوليكية.